# Sadov
Sadov (en allemand : Sodau) est une commune du district et de la région de Karlovy Vary, en République tchèque. Sa population s'élevait à 1 273 habitants en 2020.

## Géographie
Sadov se trouve à 5 km au nord-est de Karlovy Vary et à 112 km à l'ouest-sud-ouest de Prague.
La commune est limitée par Hroznětín, Hájek et Ostrov au nord, par Kyselka à l'est, par Šemnice, Karlovy Vary, Dalovice et Otovice au sud, et par Děpoltovice à l'ouest.

## Histoire
La première mention écrite de la localité date de 1523.

## Patrimoine
|  |

## Administration
La commune se compose de cinq quartiers :
- Bor
- Lesov
- Podlesí
- Sadov
- Stráň